# Uzbekistan Airways
Uzbekistán Airways (en uzbeko: O `zbekiston Havo Yo` llari) es la aerolínea nacional de Uzbekistán. Su principal base es el Aeropuerto Internacional de Taskent.

## Historia
A raíz de la disolución de la Unión Soviética, el presidente uzbeko Islom Karimov en 1992 ordenó la construcción de una línea aérea estatal. Uzbekistán Airways se formó con la intención de la reconstrucción de los aeropuertos del país y de las infraestructuras de transporte. También desde el principio fue una fuerte presencia en la industria internacional de vuelo. Esta se caracterizó por la compañía aérea del vuelo inaugural desde Taskent a Londres, en lugar de una pequeña ruta nacional.

## Controversias

### Operaciones en Rusia
Uzbekistan Airways fue criticada por continuar operando vuelos sobre el espacio aéreo ruso durante la guerra en Ucrania. Mientras que muchas aerolíneas dejaron de volar sobre Rusia debido a las sanciones y los cierres del espacio aéreo, Uzbekistan Airways continuó con sus operaciones. Según los informes, la aerolínea siguió siendo una de las que continuó volando sobre el espacio aéreo ruso a pesar de la presión internacional y las sanciones impuestas a Rusia.
En 2023, Uzbekistan Airways fue incluida en el proyecto "Leave Russia", que rastrea las empresas que siguen manteniendo actividades comerciales en Rusia. Los críticos argumentaron que, al continuar sus vuelos sobre el territorio ruso, Uzbekistan Airways apoyaba indirectamente la economía rusa y a su gobierno durante el conflicto.

## Flota

### Flota Actual
La aerolínea opera los siguientes aviones, con una media de edad de 9,9 años (agosto de 2023).

### Flota Histórica
La aerolínea también ha operado las siguientes aeronaves:

## Accidentes e incidentes
- El vuelo 1154 de Uzbekistan Airways, operado por un Yakovlev Yak-40, se estrelló durante su aproximación a Tashkent debido a un error del piloto en condiciones meteorológicas adversas, dejando 37 muertos.